# میک بادلی
میک بادلی (انگلیسی: Mick Bodley؛ زادهٔ ۱۴ سپتامبر ۱۹۶۷) بازیکن فوتبال اهل بریتانیا است.
از باشگاه‌هایی که در آن بازی کرده‌است می‌توان به باشگاه فوتبال پیتربورو یونایتد، باشگاه فوتبال کانوی ایسلند، باشگاه فوتبال چلسی، باشگاه فوتبال ساوتند یونایتد، باشگاه فوتبال گیلینگام، باشگاه فوتبال بیرمنگام سیتی، باشگاه فوتبال داگنم و ردبریج، باشگاه فوتبال بارنت، باشگاه فوتبال نورث‌همپتون تاون، و باشگاه فوتبال سنت آلبنز سیتی اشاره کرد.